# Contrato internacional de comércio
Os contratos internacionais do comércio, como uma espécie de contrato internacional, são todas as manifestações de vontade de duas ou mais partes, que buscam criar relações patrimoniais ou de serviços. Essas relações estão potencialmente sujeitas a dois ou mais sistemas jurídicos, pela força do domicílio, nacionalidade, sede principal dos negócios, lugar do contrato, lugar da execução, ou qualquer circunstância que possa ser entendida como indicativa de lei aplicável.

## Caracterização do conceito
A caracterização dos contratos internacionais acompanhou a evolução do Direito Internacional e do comércio internacional. O contrato internacional é conseqüência do intercâmbio entre Estados e pessoas. Com o desenvolvimento de uma economia mundial e o surgimento de novas e complexas relações comerciais, que inclui desde a compra e venda de mercadorias e a prestação de serviços até operações por meio eletrônico, os contratantes pretendem afastar a aplicação da lei do Estado à relação jurídica internacional, de modo a substituir uma lógica contratual interna por outra que tem por base os princípios gerais do direito internacional fundado na lex mercatoria. Por ser de difícil caracterização, os contratos internacionais têm sido objeto de constantes construções teóricas que se compõe a partir de diversos critérios.
A construção do conceito dos contratos internacionais foi muito posterior à sua prática. Enquanto os primeiros critérios de constituição destes instrumentos datam da Idade Média, quando Bartolo (um dos primeiros juristas de Direito Internacional), instituiu a lex loci contractus, como primeira regra de conexão aplicável aos contratos internacionais, que estabelece a lei do lugar em que o contrato foi concluído como elemento de referências para as partes contratantes, até a lex loci obligationis, estabelecida por Savigny séculos mais tarde, que coloca o lugar de execução das obrigações como determinantes para as partes. Mais modernamente, através de um parâmetro econômico foi atribuído ao instituto do contrato internacional um conceito trazido pelo procurador-geral francês Matter, que colocava o contrato internacional como um instrumento que abrange um duplo movimento de mercadorias, capitais ou serviços para o exterior, restringindo a definição à transação de mercadorias entre as fronteiras dos diversos Estados. 
Esta definição perdurou por muito tempo, mas com a intensificação das relações internacionais e das diversificações destas, a definição se mostrou insuficiente e extremada para uma realidade que tem como características fundamentais a fluidez e a elasticidade, sendo estas também partes da caracterização dos contratos internacionais. Todos os esforços feitos pela ordem internacional de estabelecer normas de condutas mais harmônicas incorporam esta dificuldade, não sendo, portanto, matéria pacificada entre os atores e órgãos internacionais.

## Tipos
- contratos de Franchising
- contratos de Factoring
- contratos de Leasing
- comfort letters
- contratos de Joint-Venture
- contratos de Informática
- contratos de Catering
- contratos de Agência
- contratos de Know-how
- contratos de vendas de bens de capital
- contratos de vendas de mercadorias

## Características
Os contratos internacionais apresentam especificidades, das quais podemos citar: 
- alcance, já que ele é necessariamente extraterritorial, sendo influenciado por sistemas jurídicos distintos;
- submissão, já que uma parte se submeterá ao ordenamento jurídico da outra parte ou de uma outra nação neutra;
- idioma, já que um contrato internacional normalmente envolve um idioma que não o oficial do país, sendo o inglês o idioma mais utilizado. Há também a possibilidade de um instrumento contratual ser firmado em mais de um idioma, sendo necessário determinar qual idioma prevalecerá em caso de controvérsia;
- lei aplicável, já que há autonomia para que as partes escolham qual lei aplicar, possibilidade que não existe em um contrato nacional;
- foro e jurisdição competente, já que ficam a escolha das partes.

A validade dos contratos em geral advém de alguns elementos essenciais, os quais estão divididos em condições e requisitos. Dentre as condições usualmente necessárias para o contrato estão a capacidade, a legitimidade das partes e a licitude do objeto do contrato. Já dentre os requisitos, estão o consentimento (livre e consciente manifestação de vontade das partes), o objeto (possível, lícito e determinado) e a forma (autonomia das partes para determinar a forma do contrato). 
Os contratos internacionais de comércio são desenvolvidos com maior liberdade para as partes tomarem decisões a respeito de sua forma e conteúdo. A vontade, nesse sentido, desempenha grande importância na relação internacional de comércio, que pode sofrer restrições em função da lei aplicada pela escolha das partes e do Direito Internacional Privado. 

## Lei Aplicável
A lei aplicável é importante no momento de eventuais conflitos que surjam entre as partes de um contrato internacional de comércio. O conflito pode ocorrer caso uma das partes deixe de cumprir as obrigações que assumiu no contrato, sendo a lei aplicável aquela que deverá regular como será a execução da obrigação, por exemplo. 
Duas situações podem ocorrer em relação à lei aplicável num contrato internacional. A primeira delas se trata do contrato em que as partes estipularam qual lei deve se aplicar, fazendo uso do princípio da autonomia da vontade. A segunda situação ocorre quando os contratos internacionais de comércio não possuem cláusula referente à lei aplicável, ou seja, quando as partes não optaram por nenhuma lei a regular o contrato, estando eles sujeitos às normas do Direito Internacional Privado. 
Na ausência de cláusula de lei aplicável, os tribunais podem desenvolver presunções sobre qual era a intenção das partes no momento da redação do contrato. Assim, em um contrato entre uma parte inglesa e outra parte francesa, o uso da terminologia conhecida unicamente pela língua inglesa indicaria a escolha implícita da lei inglesa. Outro fator que também é considerado como indicando a presunção de escolha de lei aplicável é a escolha do foro ou do país em que se processará o método de solução de conflito, ou seja, a opção do lugar do tribunal ou da arbitragem, por exemplo, seria uma determinação implícita da lei competente. 
Casos em que as partes sequer indicaram algum elemento que remeta a uma lei aplicável aplicam-se as regras de Direito Internacional Privado.
Por outro lado, aqueles contratos em que as partes estipularam lei aplicável, seja em relação a todo conteúdo do contrato ou a questões específicas, dificilmente serão tidos como inválidos pelos tribunais nacionais. 
Vale destacar que as partes, ao optarem pela lei aplicável, devem ser cuidadosas. Conhecer a lei que se elege é essencial. Isso porque cada ordenamento jurídico possui princípios de base que devem ser respeitados, assim como normas legais imperativas, das quais as partes não podem se livrar e devem obedecer sob pena de seu contrato ser considerado inválido e não produzir efeitos. 

## Princípios
Os contratos internacionais de comércio estão sujeitos a princípios do Direito Internacional Privado. Dentre esses princípios, os mais importantes são o da autonomia da vontade, pacta sunt servanda, e o da boa-fé.
A autonomia da vontade é um dos princípios centrais nas relações contratuais, já que garante a liberdade de contratar, ou seja, quando, com quem e sobre o que contratar, desde que se respeite a ordem pública e os bons costumes, outros dois princípios. O princípio da autonomia da vontade é de aceitação universal, uma vez que, diversos países adotaram este princípio em suas legislações internas, além de fazer parte de diversas convenções internacionais. No mesmo grau de importância está o pacta sunt servanda, ou seja, o princípio segundo o qual os pactos devem ser cumpridos. Ele se refere à intangibilidade do conteúdo do contrato, devendo este ser cumprido pelas partes, podendo ser anulado, mas jamais modificado pelo Poder Judiciário. Aqui se aplica a famosa frase de que "o contrato faz lei entre as partes". O princípio da boa-fé, de grande relevância no cenário internacional, sugere que as partes se tratem com lealdade e confiança recíprocas.

## Solução de controvérsias
No âmbito dos contratos internacionais existem basicamente quatro níveis de solução de controvérsias: negociação, mediação, arbitragem e por fim, a jurisdição estatal. 
Apesar disso, o meio mais utilizado quando se trata de conflitos internacionais privados de comércio é a arbitragem. Nela as partes podem não apenas escolher a Câmara de Arbitragem (similar ao foro nos casos de jurisdição estatal), como os árbitros, as regras do próprio procedimento arbitral e a legislação aplicável ao contrato.  
Nota-se que o Judiciário é utilizado quando não há outros meios de solução do conflito. Isso se explica pela morosidade e ineficiência de seu sistema. 
Há também que se falar nos Acordos de Cooperação Judiciária. Esses acordos são celebrados apenas por Estados, onde se comprometem a auxiliar no tange à administração da Justiça, sendo uma forma de colaboração processual entre os países. 

## Instrumentos para uniformização
Instrumentos para uniformização de normas de regulação do contrato internacional de comércio: as partes de uma relação internacional de comércio possuem autonomia para decidir quanto à forma e o conteúdo do contrato. Contudo, no cenário internacional de comércio, há uma tentativa de uniformização de formas de regulação destas relações, numa perspectiva de que diferenças entre as leis nacionais sobre o comércio internacional podem criar obstáculos para o desenvolvimento das relações entre as partes. 
Dentro dessas formas de uniformização, podemos destacar um gênero importante que seria a lex mercatoria. As convenções internacionais, como a CISG (Convenção das Nações sobre Contratos de Compra e Venda Internacional de Mercadorias) podem ser entendidas como elementos que formam a lex mercatoria. Atualmente, a CISG, também conhecida como Convenção de Viena (por ter sido celebrada nessa cidade), é a principal lei que regula o contrato internacional referente à compra e venda internacional em procedimento arbitral, já que é o único documento legal de comércio a receber aceitação mundial. Vale destacar que a CISG é um documento que obriga os países que a ratificam a observar suas determinações, podendo ser utilizada mesmo quando somente o país de uma das partes é signatário da Convenção.  
As leis modelos compõem outro método de uniformização que também pode ser entendido como elemento da lex mercatoria. Leis modelos são leis pensadas para questões internacionais que podem ser utilizadas pelos países em seus ordenamentos jurídicos. As leis modelos da UNCITRAL (The United Nations Commission on International Trade Law) são ótimos exemplos. Dentre seus documentos mais importantes, pode-se destacar a Lei Modelo de Arbitragem Internacional de Comércio e a Lei Modelo para o Uso de Comunicações Eletrônicas em Contratos Internacionais. 
Também com o objetivo de uniformização do direito privado, o Instituto Internacional para Unificação do Direito Privado UNIDROIT publicou uma série de normas que instituem princípios, intitulada “Princípios do UNIDROIT para Contratos Comerciais Internacionais”, com o mesmo fim de harmonizar os contratos internacionais de comércio. 